# Marcel Fässler
Marcel Fässler   (Suïssa, 21 de febrer de 1959) és un pilot de bob suís, ja retirat, que va competir durant la dècada de 1980.
El 1988 va prendre part en els Jocs Olímpics d'Hivern de Calgary, on guanyà la medalla d'or en la prova de bobs a quatre del programa de bob. Formà equip amb Ekkehard Fasser, Kurt Meier i Werner Stocker.